# Michel Antoine
Michel Antoine, né le 28 septembre 1925 à Sarrebruck et mort le 20 février 2015 à Issy-les-Moulineaux, est un archiviste et historien moderniste français. C'est un spécialiste reconnu de Louis XV et de son règne, dont la biographie sortie en 1989 est le fruit de 40 ans de travail.

## Biographie
Marié à Marie-Élisabeth Carreau-Gaschereau, il a trois enfants, Jean-Philippe, Agnès et Élisabeth.
Spécialiste de l'appareil d'État, et de la civilisation politique du XVIIIe siècle, il fut archiviste paléographe, conservateur aux Archives nationales, directeur de recherche du CNRS et professeur à l'université de Caen, puis directeur d'études à l'École pratique des hautes études à partir de 1987.

## Publications
Liste non exhaustive.
- Le Secrétariat d'État de Bertin, 1763-1780, École des chartes, Paris, 1948.
- Les comités de ministres sous le règne de Louis XV, Librairie du Recueil Sirey, Paris, 1951.
- À propos des dénombrements de population des duchés de Lorraine et de Bar sous le règle de Léopold, Berger-Levrault, Nancy, 1953.
- Antonio Vivaldi et François de Lorraine, Berger-Levrault, Nancy, 1954.
- Le fonds du Conseil d'État et de la chancellerie de Lorraine aux Archives nationales, Berger-Levrault, Nancy, 1954.
- Le fonds du Conseil d'État du Roi aux Archives nationales, Imprimerie nationale, Paris, 1955.
- Le Secret du roi et la Russie jusqu'à la mort de la czarine Elisabeth en 1762, coécrit avec Didier Ozanam, C. Klincksieck, Paris, 1955.
- Correspondance secrète inédite de Louis XV et du général Monet (1767-1772), coécrit avec Didier Ozanam, Imprimerie nationale, Paris, 1955.
- Autour de François Couperin, Heugel et Cie, Paris, 1956.
- Correspondance secrète du comte de Broglie avec Louis XV, 1756-1774, coécrit avec Didier Ozanam, C. Klincksieck, Paris, 1956.
- Les Conseils des finances sous le règne de Louis XV, PUF, Paris, 1958.
- Les manufactures de tapisserie des ducs de Lorraine au XVIIIe siècle (1698–1737), Faculté des lettres et des sciences humaines de l'Université de Nancy/Berger-Levrault (Annales de l'Est, Mémoire no 26), Nancy, 1965.
- Henry Desmarest (1661 - 1741), Biographie Critique, Paris Éditions A. et J. Picard & Cie 1965
- Les Arrêts du Conseil rendus au XVIIIe siècle pour le Département de la marine : 1723-1791, Société française d'histoire d'outre-mer, Paris, 1968.
- Inventaire des arrêts du Conseil du roi, règne de Louis XV : arrêts en commandement : inventaire analytique, Archives nationales, Paris, 1968.
- Le Conseil du roi sous le règne de Louis XV, Genève, Droz, coll. « Mémoires et documents publiés par la Société de l'École des chartes » (no 19), 1970, XXXII-669 p. (présentation en ligne). Grand prix Gobert 1971.
- Le Conseil royal des Finances au XVIIIe siècle et le registre E 3659 des Archives nationales, Droz, Genève, 1973.
- Le gouvernement et l'administration sous Louis XV : dictionnaire biographique, Paris, Éditions du Centre national de la recherche scientifique, 1978, XXXIII-319 p. (ISBN 2-222-02231-2, présentation en ligne), [présentation en ligne]. Réédition revue et augmentée : Le gouvernement et l'administration sous Louis XV : dictionnaire biographique, Paris, P. du Puy, 2004, 2e éd., 349 p. (ISBN 2-908003-24-4).
- Le dur métier de Roi. Études sur la civilisation politique de la France d'Ancien Régime, PUF, Paris, 1986.
- Louis XV, Paris, Fayard, 1989, 1049 p. (ISBN 2-213-02277-1) (Prix Nouveau Cercle Interallié 1989). Réédition : Louis XV, Paris, Hachette littératures, coll. « Pluriel : histoire », 2006, 1053 p., poche (ISBN 2-213-02277-1).
- Le cœur de l'État : surintendance, contrôle général et intendances des finances, 1552-1791, Fayard, Paris, 2003.